# Казахско-уйгурский конфликт в Чилике (2006)
Казахско-уйгурский конфликт в Шелеке 18—19 ноября 2006 года произошёл между этническими казахами и уйгурами в селе Шелек Алматинской области Казахстана. Из-за довольно непростой ситуации в области истории межэтнических отношений республики официальные СМИ республики начали освящать данное событие лишь после 7 декабря 2006 года. В отличие от более кровавого столкновения между чеченцами и казахами в сёлах Маловодное и Казатком в 2007 г. в 20 км от Шелека, в самом Шелеке обошлось без жертв. Информация о раненых и пострадавших отсутствовала или была очень скудной.

## Хронология конфликта

### 18 ноября
Беспорядки в Шелеке начались 18 ноября 2006 года после драки в местном кафе «Старый замок», в котором группа молодых уйгуров по бытовым причинам избили одного казахского парня. В ходе драки уйгуры начали подмену понятий, выкрикивая лозунги: «Государство ваше, а земля наша!».
Во время этой драки некоторые уйгурские подростки побежали на дискотеку местного Дома культуры и по микрофону диджея объявили: «Казахи бьют наших!». Учитывая национальный состав Шелека, в котором относительно преобладают уйгуры, к месту конфликта начало собираться очень большое количество желающих отомстить казахам, собравшихся со всех концов посёлка, толпа увеличилась в несколько раз, их численный перевес над казахами был значительный.

### 19 ноября
19 ноября, на второй день после массовой драки в разных концах Шелека появились большие скопления людей. Группы казахской молодёжи учинили побоища в трёх разных кафе, где обычно собирается уйгурская молодёжь. Часть казахской молодёжи совершила рейд по Октябрьской улице, избивая всех кто встречался им на пути. Нужно отметить, что они не трогали женщин, стариков и детей и не врывались в дома.
Самое крупное столкновение произошло произошло на перекрёстке улиц Жибек жолы и Исмаила Таирова. В нём приняли участие более 300 человек с обеих сторон. Полицейские не смогли остановить разъяренную толпу и только благодаря вмешательству старейшин обеих сторон удалось остановить перепалку.

## Последствия конфликта
В тот же день, 19 ноября в Шелек приехал заместитель начальник ДВД Алматинской области полковник Мейрам Аюбаев. Для предотвращения дальнейших столкновений в поселке был введен комендантский час, прибыли отряды полиции. Среди населения ходили слухи о запланированном «генеральном сражении», назначенном на 25 ноября. Однако в указанный день никакого «сражения» не произошло.

## Официальные реакции сторон
Уйгурская община Казахстана заняла позицию, что конфликт в Шелеке был спровоцирован, уличные драки всегда имели место в Шелеке, также не подтверждается факт драки на следующий день и последующих межэтнических разборок.
Местные власти заняли позицию, что имело место бытовая драка, а не межэтнический конфликт. Ильшат Усманов, заместитель акима:

Разные слухи ходили, в том числе и что к нам на лошадях молодежь выдвигается. На деле же приехала мирная делегация из близлежащих поселков, встала перед зданием акимата и потребовала наказания виновных в той драке, что в «Старом замке» была. К ним наш аким вышел и заверил, что следствие по уголовному делу ведется, и виновные будут наказаны по всей строгости закона. Все. Приехавший люд собрался и разъехался по домам…